# Péter Fecsi
Péter Fecsi, ortografiat uneori și Péter Facsi (n. 21 iulie 1905, data și locul decesului necunoscute) a fost un handbalist de etnie maghiară care a jucat pentru echipa națională a României. Fecsi a fost unul din portarii selecționatei în 11 jucători a României care s-a clasat pe locul al șaselea la Olimpiada din 1936, găzduită de Germania. El a jucat în primul din cele trei meciuri disputate de România.
În 1938, Péter Fecsi s-a aflat în lotul selecționatei în 11 jucători a României care s-a clasat pe locul 5 la Campionatul Mondial de Handbal de câmp din Germania.
La nivel de club, Péter Fecsi a fost component al echipei Viforul Dacia București.